# Терентьево (Калужская область)
Терентьево — деревня в Малоярославецком муниципальном районе Калужской области в составе сельского поселения «Деревня Шумятино». Высота центра селения над уровнем моря — 146 м.

## Население
| 2002 | 2010 |
| ---- | ---- |
| 64   | ↗71  |

### Гендерный состав
По данным Всероссийской переписи населения 2010 года в гендерной структуре населения мужчины составляли 50,7 % женщины — соответственно 49,3 %.